# 秦舞陽
秦舞陽（前240年—逝年不明），燕國將領秦開之孫。十三歲時就犯下殺人案，當時沒人敢用正眼看他。後來燕太子丹找到了他，決定讓他擔任荊軻的副手，赴咸陽進行刺殺秦王政的任務。
荊軻在秦廷獻上督亢地圖時，身為副手的秦舞陽色变驚恐，令秦國群臣起疑。荊軻解釋道：「北蕃蠻夷之鄙人，未嘗見天子，故振懾。」
行刺失败后秦舞阳的结局失载，相信与荆轲同时被殺，但缺乏史料來證明此事。